# 아이브라우즈
아이브라우즈(IBrowse)는 아미가 컴퓨터를 위한 웹 브라우저로. 아미가 컴퓨터용으로 만들어진 최초의 웹 브라우저 중 하나다. 아이브라우즈는 몇몇 HTML 4, 자바스크립트, 프레임, SSL 외에 많은 표준을 지원한다. 탭 브라우징을 소개한 거의 최초의 브라우저 중 하나다.

## 같이 보기
- 넷서프